# Rohan (Terra di Mezzo)
(J.R.R. Tolkien, Il Signore degli Anelli, Le due torri, libro terzo, capitolo II, "I Cavalieri di Rohan")

Localizzazione

Rohan è una nazione di Arda, l'universo immaginario fantasy creato dallo scrittore inglese J. R. R. Tolkien.
Rohan, originariamente Rochand ("terra dei cavalli"), dai suoi abitanti chiamato Mark dei Cavalieri od il Mark (Riddermark) è un territorio dei Rohirrim ("signori dei cavalli"), che chiamano sé stessi "Eorlingas", cioè "figli di Eorl", un popolo principalmente di pastori e agricoltori, situato sul confine nord di Gondor nella Terra di Mezzo. Conosciuto per i suoi cavalli e per la sua cavalleria, è il più importante alleato di Gondor.
Ideati come "Signori dei cavalli di Rohan" alleati con Gondor nella prima bozza del 1939, i Rohirrim prendono la loro forma finale nel 1942 quando il testo de Il Signore degli Anelli era completo per circa un terzo.

## Ispirazione
Diversi aspetti della storia e della cultura di Rohan sembrano essere ispirati sia dai Goti o dai popoli scandinavi che dagli anglosassoni medioevali.
Proprio come gli Ostrogoti che dopo essersi separati dai popoli del nord si sistemarono ai confini dell'impero bizantino, così i Rohirrim si sistemarono vicino a Gondor. Ancora più notevoli sono gli elementi di somiglianza con l'altro ramo del popolo gotico, i Visigoti: questi furono infatti accolti dal cadente impero romano nella provincia di Aquitania come foederati, con l'obbligo di venire in aiuto, se richiesti, dell'esercito imperiale. Tale obbligo fu adempiuto nel 451, quando i Visigoti parteciparono alla battaglia dei Campi Catalaunici contro gli Unni di Attila, ed il loro re Teodorico I fu ucciso, proprio come Théoden, mentre inseguiva il nemico in fuga nella battaglia dei Campi del Pelennor.
Altri elementi fanno trasparire una possibile ispirazione ai popoli Mongoli, popolo delle pianure che viveva a stretto contatto coi cavalli tanto che i loro reggimenti erano unicamente composti da cavalieri, tuttavia va sottolineata una profonda differenza tra l'organizzazione militare di Rohan, composta da una milizia irregolare, e quella apportata da Gengis Khan con l'unificazione delle tribù, che vedeva i reggimenti divisi per decine (aravt), centinaia (zuut), migliaia (mingghan) e decine di migliaia (tumen) di soldati.

## Storia
Nell'undicesimo secolo della Terza Era, i re di Gondor strinsero patti di alleanza con gli uomini del nord di Rhovanion, un popolo dello stesso sangue degli Edain della Prima Era, discendente di quelli della Casa di Hador che mai aveva completato il viaggio verso il Beleriand.
Gli uomini del Rhovanion erano un grande e forte popolo, governati da valorosi sovrani, e servirono più volte Gondor come alleati in guerra, come ad esempio nella guerra di re Romendacil II contro gli Esterling. Per cementare l'alleanza con gli Uomini del Nord, Rómendacil II mandò suo figlio Valacar come ambasciatore. Valacar durante la missione sposò Vidumavi, la figlia di Vidugavia, Re del Rhovanion, che avrebbe portato negli anni seguenti alla disastrosa e sanguinosa Lotta delle Stirpi a Gondor.
Negli anni 2000, una tribù di uomini di Rhovanion, gli Éothéod, si spostò dalle valli dell'Anduin al nord ovest del Bosco Atro a quelle ad est delle Montagne Nebbiose, spazzando via ciò che restava del regno appena sconfitto di Angmar e stabilendosi al confine con Gondor. Questo perché lentamente i carrieri, una popolazione di Esterling arrivata dall'Est, aveva preso possesso dei loro terreni e delle loro case.
Nel 2509, Cirion, il sovrintendente di Gondor, mandò agli Éothéod richieste d'aiuto per sventare un'invasione combinata di Uomini dal nord-est della Terra di Mezzo, e di Orchi da Mordor.
Eorl il Giovane, re degli Éothéod, rispose alle richieste, ed arrivò inaspettato a una battaglia decisiva al Campo di Celebrant, assicurando così la vittoria a Gondor.
Come premio, ad Eorl furono donati i territori di Calenardhon in cui i Dunedain avevano costruito due grandi fortezze, Isengard e il futuro Fosso di Helm, ed egli spostò lì il suo regno. Questo sarebbe stato chiamato in seguito Rohan, ed Eorl divenne quindi il primo re di Rohan. Subito dopo aver ristabilito lì il suo regno, Eorl e il suo successore Brego fecero costruire la capitale Edoras, sede del Palazzo d'Oro di Meduseld, la Casa reale.
La prima dinastia dei re di Rohan durò 249 anni, fino alla morte dell'ultimo re, Helm Mandimartello. I suoi figli erano stati uccisi e suo nipote, Fréaláf Hildeson cominciò la seconda linea di re, che durò fino alla fine della Terza Era. Il conflitto tra i Rohirrim e i dunlandiani ricorda la tensione tra gli antichi anglosassoni conquistatori della Britannia e i nativi celti.
Nel 2758, Rohan fu invasa dai dunlandiani sotto Wulf, figlio di Freca, di sangue misto di Dunland e Rohan. Il re, Helm Mandimartello, si rifugiò nel Fosso di Helm fino all'arrivo degli aiuti da Gondor e da Dunclivo (un rifugio dei Rohirrim) che giunsero dopo un anno e sconfissero gli avversari.
Fu poco tempo dopo che Saruman arrivò e si impadronì di Isengard, e fu salutato come un forte alleato, dato che a Rohan sarebbero serviti quasi 200 anni per recuperare le proprie forze dopo l'invasione.
Nel 3014, Saruman cominciò ad usare la sua influenza per indebolire il re, Théoden, come parte della sua campagna di invasione e conquista del regno. Nel 3019, diede inizio ad un'invasione su vasta scala di Rohan, vincendo le prime due battaglie ai guadi dell'Isen (il figlio di Théoden, Théodred, fu ucciso durante uno di questi attacchi) e venendo sconfitto nella battaglia del Fosso di Helm, e contemporaneamente gli Ent attaccavano e devastavano Isengard, bloccando Sarumam nella sua torre.
In seguito a questa vittoria, Théoden cavalcò con l'esercito verso Minas Tirith e aiutò i gondoriani a rompere l'assedio di Sauron nella battaglia dei Campi del Pelennor, dove fu ucciso. Così Éomer, il nipote del re, ereditò il regno e diede inizio alla terza dinastia. Éomer cavalcò con gli eserciti di Gondor ai cancelli di Mordor e partecipò all'ultima battaglia contro le forze di Sauron, che fu sconfitto quando l'Unico Anello venne distrutto.
Dopo la sconfitta di Sauron, Re Éomer e il nuovo re di Gondor, Elessar (Aragorn), rinnovarono il giuramento di alleanza.

### Cronologia dei re
Tutte le date si riferiscono alla Terza Era, eccetto dove evidenziato. Tutti i Re fanno parte della medesima dinastia, la Casa di Eorl, divisa in tre linee, quando un Re non è stato succeduto dal suo diretto discendente (in entrambi i casi fu il nipote del re ad ascendere al trono).
| Prima linea |                                                                     |                     |
| 1. | Eorl il Giovane, figlio di Léod                                     | 2510 – 2545 T.E.    |
| 2. | Brego                                                               | 2545 – 2570 T.E.    |
| 3. | Aldor il Vecchio                                                    | 2570 – 2645 T.E.    |
| 4. | Fréa                                                                | 2645 – 2659 T.E.    |
| 5. | Fréawine                                                            | 2659 – 2680 T.E.    |
| 6. | Goldwine                                                            | 2680 – 2699 T.E.    |
| 7. | Déor                                                                | 2699 – 2718 T.E.    |
| 8. | Gram                                                                | 2718 – 2741 T.E.    |
| 9. | Helm Mandimartello (Mano di Maglio nella nuova traduzione italiana) | 2741 – 2759 T.E.    |
| - | Wulf, Usurpatore auto-proclamatosi Re                               | 2758 – 2759 T.E.    |
| I due figli di Helm furono uccisi dai Dunlandiani durante il Lungo Inverno. Il figlio di sua sorella Fréaláf Hildeson, diventò il primo Re della seconda linea.   |                                                                     |                     |
| Seconda linea |                                                                     |                     |
| 10. | Fréaláf Hildeson                                                    | 2759 – 2798 T.E.    |
| 11. | Brytta Léofa                                                        | 2798 – 2842 T.E.    |
| 12. | Walda                                                               | 2842 – 2851 T.E.    |
| 13. | Folca il Cacciatore                                                 | 2851 – 2864 T.E.    |
| 14. | Folcwine                                                            | 2864 – 2903 T.E.    |
| 15. | Fengel                                                              | 2903 – 2953 T.E.    |
| 16. | Thengel                                                             | 2953 – 2980 T.E.    |
| 17. | Théoden Ednew                                                       | 2980 – 3019 T.E.    |
| L'unico figlio di Théoden, Théodred, fu ucciso nella prima battaglia dei Guadi dell'Isen. Il figlio di sua sorella, Éomer, divenne il primo Re della terza linea. |                                                                     |                     |
| Terza linea |                                                                     |                     |
| 18. | Éomer Éadig                                                         | 3019 T.E. – Q.E. 63 |
| 19. | Elfwine                                                             | Q. E. 63 – ?        |

## Descrizioni

### Geografia di Rohan

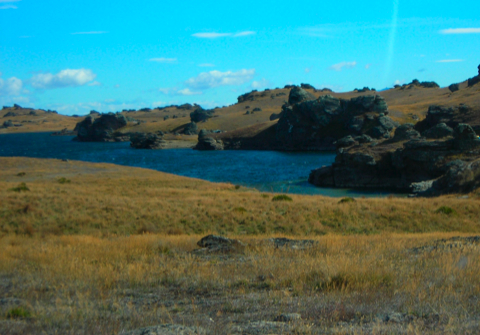
La riserva di Poolburn, nel Distretto di Central Otago in Nuova Zelanda, in cui sono state ambientate le praterie di Rohan ne Il Signore degli Anelli

La capitale di Rohan è il forte di Edoras che si trova sulle pendici dei Monti Bianchi. Un'altra grande città di Rohan è Aldburg, capitale dell'Estfalda e prima capitale del regno, fondata da Eorl il Giovane, dopo aver pronunciato il suo giuramento a Gondor.
Il punto di raccolta di tutti i cavalieri Rohirrim è Dunclivo, nei Monti Bianchi.
Un altro dei luoghi più importanti di Rohan è il Trombatorrione, una grande fortezza che è parte di una catena di fortificazioni nel Fosso di Helm; esso è la principale linea di difesa del Fosso.
I confini di Rohan sono: 
- i limiti della foresta di Fangorn e le estreme propaggini meridionali delle Montagne Nebbiose a nord-ovest,
- i fiumi Isen ed Adorn (un affluente dell'Isen) a sud-ovest (formando i confini coi poco amichevoli Dunlandiani),
- i Monti Bianchi a sud,
- le foci dell'Entalluvio a sud-est,
- il fiume Anduin ad est,
- il Limterso (un affluente dell'Anduin) a nord.

Durante la guerra dell'Anello, alla fine della Terza Era, Rohan si estendeva per circa un terzo dell'estensione di Gondor, i cui confini erano andati riducendosi col passare dei decenni.

### Regioni di Rohan
Il territorio di Rohan è suddiviso in diverse regioni (da est verso ovest):
- L'Estfalda: è la regione che occupa le pianure erbose alle pendici dei Monti Bianchi a est di Edoras. A occidente è divisa dall'Ovestfalda dal fiume Acquaneve, il confine orientale con l'Anórien (la parte nord-occidentale di Gondor) è invece segnato dalle zone paludose alla confluenza dell'Entalluvio nell'Anduin (le cosiddette Foci dell'Entalluvio), a nord il fiume Entalluvio la separa dall'Estemnet. Parte dell'Estfalda è il Folde, territorio dove si trova Aldburg, la vecchia capitale dei rohirrim.
- L'Estemnet: è la regione che si estende a est del fiume Entalluvio, che fa da confine con l'Ovestemnet a ovest e con l'Estfalda a sud. Limite orientale dell'Estemnet è il fiume Anduin, a nord-ovest è invece delimitato dalla Foresta di Fangorn, a nord è il Limterso a fare da confine. Le regioni settentrionali di questa terra sono particolarmente selvagge, similmente alle vicine Terre Brune, oltre l'Anduin.
- L'Ovestemnet: è la regione compresa a est dall'Entalluvio, a ovest dall'Isen e a nord dalla Foresta di Fangorn. A sud confina con l'Ovestfalda.
- L'Ovestfalda: è la regione che occupa le pianure erbose alle pendici dei Monti Bianchi a ovest di Edoras. A oriente è divisa dall'Estfalda dal fiume Acquaneve, il confine occidentale è invece segnato dall'Isen e dalla Breccia di Rohan, territorio di frontiera. Nell'Ovestfalda si trova il Fosso di Helm con la fortezza del Trombatorrione.
- La Marca Occidentale: terra di confine, compresa dall'Isen a nord e dall'Adorn a sud, a ovest vi è la confluenza dei due fiumi, a est le estreme propaggini occidentali dei Monti Bianchi.

### Clima e campagna
La campagna di Rohan è prevalentemente una terra da pascolo dall'erba molto alta. Assomiglia molto alla steppa dell'Asia centrale od alle grandi pianure Nord-Africane, e il suo clima è simile a quello di questi posti. Spesso Tolkien fa affermare ai suoi personaggi che le terre di Rohan assomigliano ad un grande "mare d'erba".

### I Rohirrim e i loro cavalli

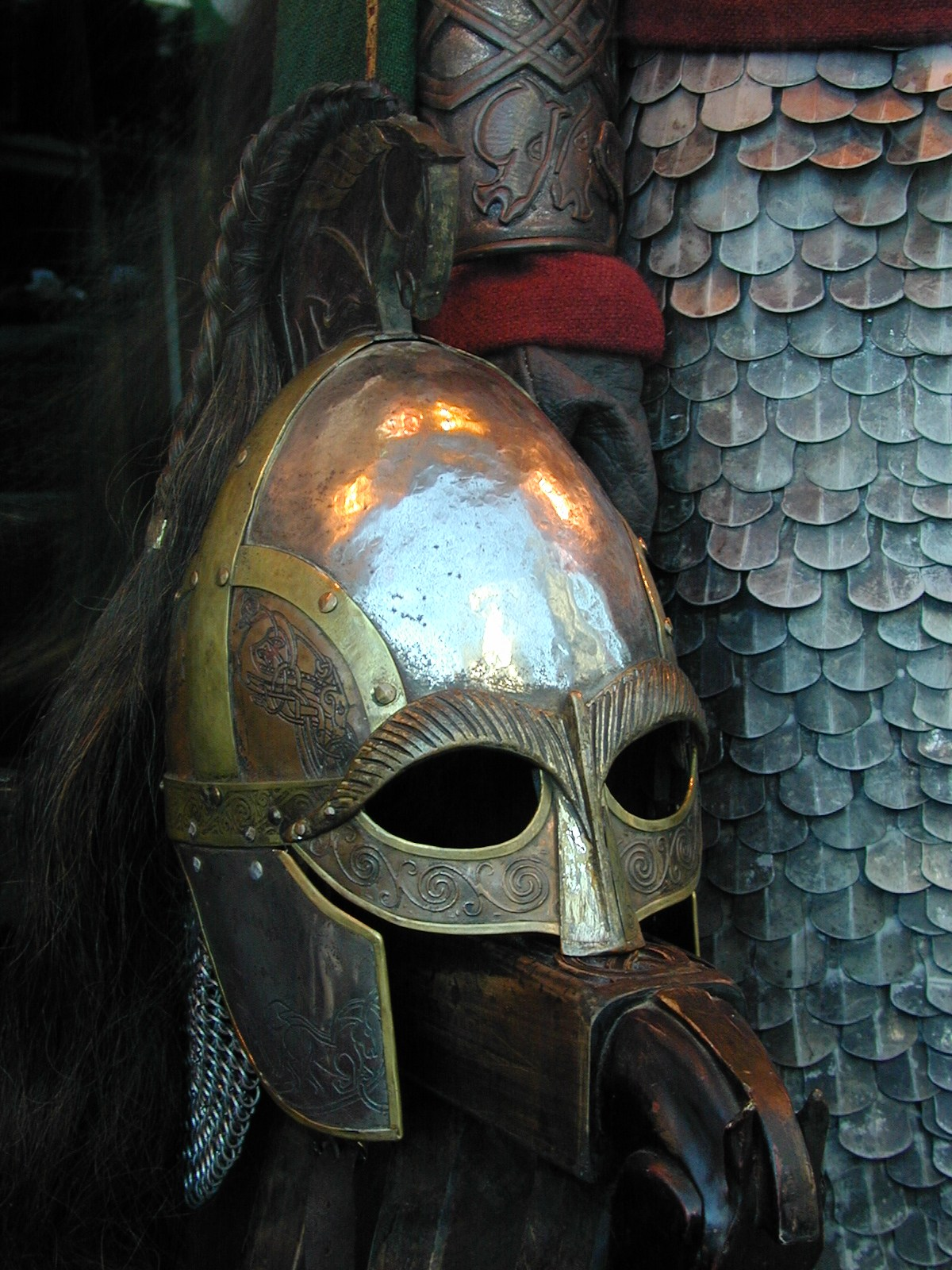
L'elmo dei della Guardia Reale Rohirrim, nell'adattamento cinematografico di Peter Jackson

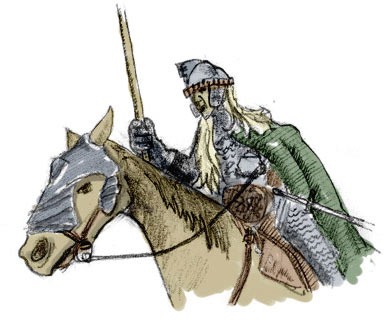
Un guerriero Rohirrim

I Rohirrim sono discendenti di alcuni Edain della Prima Era. Essi (al contrario di quegli Edain che furono poi ricompensati con l'isola di Númenor dai Valar) non andarono in Beleriand. Gli antenati dei Rohirrim erano conosciuti come gli Éothéod e ad essi fu data la provincia di Calenardhon da Gondor dopo la battaglia dei Campi del Celebrant.
Ne Le due torri, vengono descritti come uomini estremamente alti e robusti come i Beorniani, molto chiari di carnagione, con lunghi capelli biondi dai volti severi e gli sguardi penetranti. Indossano elmi leggeri, e lunghe cotte di maglia brunite che li coprono fino alle ginocchia. Come armi posseggono lance di frassino dalle punte scintillanti, una grande spada legata alla cinta, e portano legati alle spalle degli scudi dipinti. Alcuni posseggono anche archi, con frecce dalle piume grigie. Le due sentinelle a guardia del palazzo d'oro di Meduseld invece, si differenziano leggermente: oltre ad essere più alti dei comuni Rohirrim, brandiscono lunghe spade con incastonate sulle else gemme verdi e portano scudi verdi con sopra inciso un sole.
Aragorn li descrive come orgogliosi, volitivi, temerari, saggi, generosi dal cuore sincero e grandi oratori di molte canzoni. Sicuramente erano più imparentati con la Casa di Hador, anche se si differenziano da questi ultimi per essere più selvaggi dei loro antichi parenti hadoriani, simili ai beorniani e agli uomini del Rhovanion imparentati col re Valacar di Gondor. Le donne Rohirrim, così come le antiche donne hadoriane, imparano a combattere alla pari dei maschi, e scendono in battaglia se ce n'è bisogno o se lo desiderano ardentemente.
Nella Terza Era sono rispettati dagli alleati di Gondor e temuti dai nemici, vista la loro ferocia in combattimento.
I Rohirrim sono famosi per essere abili cavalieri, padroni e allevatori di cavalli. Tra i cavalli dei Rohirrim sono piuttosto conosciuti i Mearas, i cavalli più nobili e più veloci che abbiano mai cavalcato su Arda; di questi, Ombromanto è il più grande; ne esistono solo in due o tre famiglie, in quanto sono di proprietà e vengono cavalcati esclusivamente dalla famiglia reale. Tengono ai loro cavalli quasi come ai loro stretti congiunti, e questi forti e belli animali costituiscono per loro un'importante risorsa economica: tuttavia li cedono solo a Uomini od Elfi fidati, mai ai loro nemici.
Gli eserciti di Rohan sono formati quasi esclusivamente da cavalleria, divisa in unità irregolari chiamate éored. Le armate di Rohan non erano niente più che una milizia ben allenata chiamata solo in tempo di guerra, con un vero spiegamento di forze relativamente piccolo. La carriera professionale di soldato poteva essere limitata alle guardie del corpo reali ad Edoras.
È a causa di questa grande affiliazione coi cavalli, sia in guerra sia in pace, che ricevettero il loro nome. Rohirrim (o più giustamente Rochirrim) è una parola Sindarin che significa "signori dei cavalli," e Rohan (o Rochand) significava "terra dei signori dei cavalli". Questi nomi furono ideati da Hallas, figlio di Cirion il Sovrintendente.

### Il rohirric
Il rohirric ha una relazione con la Lingua Corrente della Terra di Mezzo e l'Adûnaico di Númenor come quella dell'Inglese Antico col moderno Inglese, e così Tolkien rende i nomi e le frasi in Rohirric con l'Inglese Antico (Anglosassone), proprio come la Lingua Corrente è tradotta con l'Inglese. Tolkien usa molti nomi e desinenze scandinavi e dell'antico inglese per rendere i nomi dei suoi personaggi, tra cui la desinenza "-as", presente in Eorlingas, nome con cui solevano chiamarsi i Rohirrim. Gli esempi includono parole come Mearas (Antico Arcaico per "cavalli") e éored. Tolkien era un filologo, con un interesse particolare per i linguaggi germanici.
Molti nomi dei Rohirrim derivano dall'antico inglese e principalmente sono:
- Éothéod: da eoh ("cavallo da battaglia") e þeod ("popolazione, nazione")
- Gríma e Galmod: probabilmente da grima ("maschera, fantasma")
- Eorl: da eorl ("nobile")
- Théodred: da þeod ("popolazione, nazione") e ræd ("consiglio")

Ci sono alcuni soprannomi od aggettivi in Rohirric attribuiti ai loro sovrani:
- il suffisso "Hildeson", attribuito a re Fréaláf, che significa "figlio di Hild": Hild era infatti sua madre, sorella di Helm Mandimartello;
- il suffisso "Léofa", attribuito a re Brytta, ovvero "il generoso";
- il suffisso "Ednew", attribuito a re Théoden, cioè "il disonorato": cadde infatti in vergogna credendo alle parole di Grima Vermilinguo;
- il suffisso "Éadig", attribuito a re Éomer. Non si sa precisamente il suo vero significato, ma potrebbe voler dire "eroe del popolo".

I Rohirrim chiamano la loro patria Ridenna-mearc, il "riddermark" od Éomarc, la "marca dei cavalli", oppure semplicemente la Marca e chiamano sé stessi Eorlingas, i figli di Eorl.
In Rohirric originale il nome per la loro terra era Lôgrad, con l'elemento lô-/loh- che corrisponde all'Anglosassone éo, "cavallo".
Molti nomi hobbit arcaici presentano similitudini col Rohirric, poiché gli antenati degli Hobbit della Contea vivevano sulle rive superiori dell'Anduin, vicino agli antenati dei Rohirrim. Lo stesso lemma Hobbit richiama il Rohirric Holbytlan, "scavatori di buchi". Naturalmente, questi nomi sono anche traduzioni degli originali Ovestron Kuduk "Hobbit" e Rohirric kûd-dûkan "abitatori di buchi".

## Politica

### L'alleanza con Gondor
L'alleanza tra Rohan e Gondor ebbe inizio nell'anno 2150 della Terza Era. In quell'anno gli Esterling lanciarono una massiccia invasione di Gondor. L'armata di Gondor fu sconfitta ed intrappolata fra il fiume Limterso e il Campo del Celebrant. Gondor, che era sempre stata in rapporti amichevoli con le varie tribù degli Uomini del Nord, inviò dei messaggeri a quella più vicina, gli Éothéod, e sebbene sembrasse improbabile che la richiesta d'aiuto venisse ascoltata, Eorl il Giovane e i suoi fieri cavalieri sopraggiunsero durante la battaglia del Celebrant volgendo l'esito in favore di Gondor. Come ricompensa Cirion, dodicesimo sovrintendente di Gondor, cedette ad Eorl la provincia disabitata di Calenardhon per farvi stabilire la sua gente, soddisfacendo allo stesso tempo il bisogno di potenti alleati da parte di Gondor. Il Giuramento di Eorl fu fatto sia da Cirion sia da Eorl. Nessuna nazione ha mai rotto l'alleanza da allora. Rohan ha fatto molto per tener fede al trattato, compreso il sacrificare due dei suoi eredi quando Gondor era sotto l'oppressione degli Haradrim nel 2885, quando Fastred e Folcred, i figli gemelli di re Folcwine, furono uccisi durante la battaglia dell'attraversamento del Poros. Re Théoden onorò ancora una volta l'alleanza nella battaglia dei Campi del Pelennor.

### La guerra coi Dunlandiani
Quando i Rohirrim si trasferirono nel Calenardhon, respinsero a occidente le bande di Dunlandiani che si erano insediate nel paese approfittando della scarsa sorveglianza di Gondor. Questo popolo maturò allora un risentimento profondo per coloro che chiamavano forgoil ("teste di paglia", in riferimento al colore biondo dei loro capelli), destinato a durare per molto tempo. Sotto il regno di Déor i Dunlandiani tornarono a filtrare a oriente con la complicità di Isengard, i cui legami con Gondor erano ormai allentati, e compirono numerose scorribande. Nel 2710 T.E. occuparono Isengard stessa.
Nel 2754 T.E. Freca, un nobile rohirrim per metà di sangue dunlandiano, progettò un matrimonio fra suo figlio Wulf e la figlia di Helm, Re di Rohan. La sua proposta venne tuttavia rifiutata ed egli reagì insultando il sovrano. Furente, Helm uccise Freca con un pugno e bandì dal regno la sua famiglia, provocando la fuga di questa nel Dunland.
Quattro anni dopo un esercito di Dunlandiani guidati da Wulf, in alleanza con gli Esterling, invase Rohan e mise il paese in ginocchio. Edoras venne espugnata, Haleth figlio di Helm fu ucciso e Wulf si autoproclamò sovrano del paese. I Rohirrim trovarono rifugio nelle loro fortificazioni montane, quali il Trombatorrione e Dunclivo, e vennero qui assediati.
Quell'anno il paese fu flagellato dal Lungo Inverno, che provocò numerose vittime su entrambi i fronti del conflitto. Infine Fréalaf, nipote di Helm, compì una sortita su Edoras riuscendo a uccidere Wulf; Gondor poté finalmente inviare dei rinforzi e i Dunlandiani furono cacciati fuori da Rohan e da Isengard.

### Voci di tributi pagati a Sauron
Durante i primi giorni della Guerra dell'Anello, si udirono voci che i Rohirrim avessero fornito di cavalli le armate di Sauron. Queste voci erano ovviamente false; i Rohirrim tenevano ai loro cavalli più di qualunque altra cosa, e non li avrebbero mai dati via, nemmeno come tributo. Queste voci trassero origini dal fatto che gli Orchi di Sauron depredarono Rohan, rubando i cavalli per usarli nell'esercito di Sauron, ma fu proprio questo furto che mise i Rohirrim contro Sauron.

### L'influenza di Grima Vermilinguo
Quando Re Théoden iniziò ad invecchiare, prese come consigliere Grima, più tardi chiamato Vermilinguo. Grima divenne velocemente il consigliere capo di Théoden, ma in gran segreto egli lavorava per Saruman. Grima agì sulle paure di Théoden per indebolire in seguito la forza del re e di tutti a Rohan, consigliando sempre la ritirata quando c'era bisogno di un attacco. Nello stesso periodo egli iniziò ad avvelenare la mente del re. Questo si dimostrò disastroso per Rohan, e di conseguenza anche per Gondor, derubato del suo alleato più forte nel nord. I piani di Grima Vermilinguo non furono scoperti fino a quando Gandalf arrivò ad Edoras durante la guerra dell'Anello.

## Rohirrim importanti
- Eorl il Giovane
- Helm Mandimartello
- Théoden
- Théodred
- Éomer
- Éowyn
- Grima Vermilinguo
- Gamling
- Erkenbrand

## Altri media
Nella trilogia de Il Signore degli Anelli di Peter Jackson, il bacino idrico di Poolburn, situato a Central Otago in Nuova Zelanda, è stato utilizzato per rappresentare le scene ambientate nel regno di Rohan. Il tema musicale di Rohan è stato eseguito con un violino Hardanger. Un set completamente costruito per Edoras è stato allestito sul Monte Domenica, nella parte superiore della valle di Rangitata, vicino a Erewhon, sempre in Nuova Zelanda. Sebbene parte del set sia stata realizzata digitalmente, gli edifici principali sulla sommità della città sono stati costruiti direttamente sul posto, mentre le catene montuose sullo sfondo facevano parte delle riprese in esterni. Gli interni di edifici come la Sala d’Oro (Golden Hall), invece, sono stati girati nei teatri di posa situati in altre zone della Nuova Zelanda. Quando la telecamera inquadra dall'interno della Sala d’Oro verso i cancelli aperti, l'immagine del set di Edoras viene inserita digitalmente nel telaio della porta. Il sito è diventato famoso tra il cast e la troupe per i venti particolarmente intensi, come testimoniato dalle interviste presenti nei filmati e nei DVD. Al termine delle riprese, il Monte Domenica è stato riportato al suo stato originario.